# Kurowscy herbu Lubicz

Lubicz herb szlachecki

Kurowscy herbu Lubicz  – polska rodzina szlachecka.
Zamieszkiwali w: powiecie konińskim, w Kurowie w powiecie łukowskim, oraz na Wołyniu.

## Przedstawiciele
- Antoni Lubicz-Kurowski
- Bożena Kurowska